# Botanophila subspinulibasis
Botanophila subspinulibasis este o specie de muște din genul Botanophila, familia Anthomyiidae, descrisă de Xue și Song în anul 2007. Conform Catalogue of Life specia Botanophila subspinulibasis nu are subspecii cunoscute.